# Páleč
Páleč (en allemand : Gross Paletsch) est une commune du district de Kladno, dans la région de Bohême-Centrale, en Tchéquie. Sa population s'élevait à 222 habitants en 2020.

## Géographie
Páleč se trouve à 19 km à l'est-sud-est de Louny, à 20 km au nord-nord-ouest de Kladno et à 39 km au nord-ouest de Prague.
La commune est limitée par Vraný au nord, par Jarpice à l'est, par Zlonice, Stradonice et Klobuky au sud, et par Vrbičany à l'ouest.

## Histoire
La première mention écrite de la localité date de 1316.